# ランダム行列
ランダム行列 (ランダムぎょうれつ、英語: Random Matrix) とは、行列要素 hj,k がなんらかの確率法則あるいは確率分布に従う確率変数 (乱数) として与えられると仮定する行列モデル。また、ランダム行列に関する理論をランダム行列理論 (英語: RMT) という。ランダム行列は、ユージン・ウィグナーにより固有値や固有値の間隔の分布の統計的性質、それらの普遍性 (Universality) やその要因などを研究する目的で導入された。現在では核物理学のほかに、量子カオス、固体物理学、統計力学、数論、生態学、遺伝子工学、金融工学、無線工学、複雑ネットワークなどの研究で応用されている。

## 代表的なランダム行列
この節では代表的なランダム行列についての簡易な説明とそれらの特徴および違いについて述べる。

### ウィシャート行列
英語: Wishart matrix
1928年に統計学者ジョン・ウィシャート (John Wishart) により多変量解析における共分散推定(英)の研究のため導入されたランダム行列。
歴史上初めてのランダム行列とされる。多変量の共分散を求める行列である XXT (または  XX*) により構成されるのが特徴。
| 種別       | ウィシャート行列                                                  | ガウス型ウィシャート行列                                          |
| ---------- | ----------------------------------------------------------------- | ----------------------------------------------------------------- |
| 確率変数   | 実数、複素数                                                      | 実数、複素数                                                      |
| 確率変数   | i.i.d.                                                            | i.i.d. ガウス分布                                                 |
| 確率変数   | k次モーメントが存在し有限                                         | Xj,k = N(0,1) または、 Xj,k = N(0,1) + i N(0,1)                   |
| 行列の構成 | X は m 行 n 列の行列 M は m 行 m 列の行列 M = XXT または、M = XX* | X は m 行 n 列の行列 M は m 行 m 列の行列 M = XXT または、M = XX* |
| 特徴       | 行列Mは半正定値の対称行列 (またはエルミート行列)                  | 行列Mは半正定値の対称行列 (またはエルミート行列)                  |
| 特徴       | 行列Mの固有値λ(M)は非負の実数 λ(M) ≥ 0                            |                                                                   |

### ラゲール・アンサンブル
英語: Laguerre ensembles
ウィシャート行列を用いてガウス型アンサンブルと同様の条件で構成したアンサンブル。β=1 はLOE、β=2 はLUE、β=4 はLSE と呼ばれる。ラゲールの名称は固有値の同時確率密度関数がラゲールの陪多項式を用いて表わされることに由来する。アンサンブル名称に「β-」が付くとβ=1,2,4だけではなく任意実数のβ>0にまで拡張されたアンサンブルとしての意味で用いられることがある。

### ウィグナー行列
英語: Wigner matrix, Wigner ensemble
原子核のエネルギー準位の研究で1950年代にウィグナーが導入したN×N実対称行列 (あるいはエルミート行列)。確率変数の確率分布に関してはモーメント (確率論)が存在すること (平均や分散などが発散しないこと) を要求しているくらいで確率分布の指定はない。ガウス分布を指定した場合はガウス型ウィグナー行列 (Gaussian Wigner matrix) となる。
| 種別     | 実ウィグナー行列 real wigner matrix | 複素ウィグナー行列 complex wigner matrix |
| -------- | ----------------------------------- | ---------------------------------------- |
| 確率変数 | 実数 自由度 β=1                     | 複素数 自由度 β=2                        |
| 確率変数 | i.i.d. k次モーメントが存在し有限    |                                          |
| 対称性   | 実対称 hj,k = hk,j                  | エルミート対称 hj,k = hk,j               |
| 特徴     | 実対称行列                          | エルミート行列                           |
| 特徴     | 固有値は実数                        |                                          |

### ベルヌーイ・アンサンブル
英語: Bernoulli ensemble, random sign matrix
各行列要素が等確率で 1 または -1 の値をとるランダム行列。行列要素が従う確率変数は「独立かつ同一分布」(i.i.d.) でその確率分布は、P(X=1)=1/2, P(X=-1)=1/2のベルヌーイ分布。対称性が加わるとウィグナー行列の特別なケースになる。

### ガウス型アンサンブル
英語: Gaussian ensembles, β Hermite ensemble
1962年にフリーマン・ダイソンにより導入された行列モデルで行列要素の確率分布にガウス分布を使用しているのでガウス型と呼ばれる。GOE, GUE, GSE の3つのタイプがある。ウィグナー行列に対して確率分布としてガウス分布が指定されさらに不変性に関する要件 (U-1HU = H) が追加されたものと言える。
| 種別            | GOE                                                                   | GUE                      | GSE                                               |
| --------------- | --------------------------------------------------------------------- | ------------------------ | ------------------------------------------------- |
| 確率変数        | 実数 (β=1)                                                            | 複素数 (β=2)             | 四元数 (β=4)                                      |
| 確率変数        | i.i.d. ガウス分布                                                     | i.i.d. ガウス分布        | i.i.d. ガウス分布                                 |
| 確率変数        | Aj,k = N(0,1)                                                         | Aj,k = N(0,1) + i N(0,1) | Aj,k = N(0,1) + i1 N(0,1) + i2 N(0,1) + i3 N(0,1) |
| 行列の構成      | H = (A + AT)/2                                                        | H = (A + A*)/2           | H = (A + AD)/2                                    |
| 対称性 (不変性) | OTHO = H                                                              | U*HU = H                 | SDHS = H                                          |
| 特徴            | 対称行列                                                              | エルミート行列           | 自己双対行列                                      |
| 特徴            | 対角要素 hj,j = N(0,1) 非対角要素 hj,k = N(0, 1/2) の行列が構成される |                          |                                                   |

### 円アンサンブル
英語: Circular ensemble, Fourier ensemble
1962年にフリーマン・ダイソンが導入したランダム行列モデル。複素平面上の単位円周上のみを移動可能な N 個の単位荷電粒子 (Coulomb Gas) からなる系をモデル化したもの。ガウス型アンサンブルと同様に3つのタイプがありダイソン指数β=1,2,4 に対応して COE, CUE, CSE と呼ばれる。なお固有値の分布は逆温度βのギブス分布 (ボルツマン分布) に対応する。

### Ginibreアンサンブル
各行列要素 zj,k は実数または複素数で構成される n×nの正方行列ですべての要素は独立同一分布。各要素は次式で表されるガウス分布に従う。
{\displaystyle P(z_{j,k})=\pi ^{-1}\,\exp(-|z_{j,k}|^{2})}

## ランダム行列の構成

### 行列サイズ
特に制限はないが、N×N (N > 0)の正方行列を対象とする理論が多く取り扱われている。

### 行列要素
各行列要素は確率変数により決定される。
例えば行列要素 hj,k が複素数の場合、確率変数をXj,k, Yj,k として
hj,k = Xj,k + i Yj,k
のようになる。

### 確率変数
詳細は確率変数を参照のこと
行列を決定する確率変数はなんらかの確率分布あるいは確率法則に従う。主に以下の要素のすべてあるいはいずれかを用いた条件が指定されることが多い。
- IID

行列を決定する確率変数は「独立かつ同一分布」(i.i.d.) の条件が課されることが多い。
- 確率分布

確率分布の指定は、ガウス分布やベルヌーイ分布などの特定の分布の密度関数を指定する行列モデルもあれば、特定の分布を指定しないものもある。
- モーメント

確率分布のモーメント (確率論)(平均や分散) の指定がある場合は、確率変数をXj,k として
E(Xj,k) = 0    - 平均はゼロ
E((Xj,k)2) = 1    - 分散は1
E(|Xj,k|n) < ∞    - 確率変数の絶対値のモーメントはすべての次数nに対して存在しすべて有限
のように条件が指定される。
ガウス分布であれば記法N(μ,σ2)を用いて Xj,k = N(0,1) のように指定される。なお複素数や四元数の場合、多変量ガウス分布 Nd(μ,σ2) (ここでdは次元) を用いて表すことがある。

### 行列要素の自由度
行列要素を決定する独立した確率変数の数。行列要素が実数なら1、複素数なら2、四元数なら4となる。ダイソン指数 (β) と呼ぶこともある。

### 行列要素の分布
行列要素の分布は大きく2つに分かれる。
1. 各行列要素 Xj,k が独立していて一様にランダムな場合。例えば、Xj,k = N(0,1) のようにどの行列要素も独立同一分布 (i.i.d.) に従う場合。
2. 行列要素の間に対称性などの制約条件が存在する場合。

#### 行列要素の対称性
- 対角成分に対して対称性が指定される場合

実対称行列 - 行列要素が実数で hj,k = hj,k 

エルミート行列 - 行列要素が複素数で hj,k = hj,k 

- 群により対称性が指定される場合

対称性 (物理学)も参照のこと
群作用を用いて対称性を記述する場合がある。
例えばガウス型アンサンブルでは物理的な時間反転に対する不変性や空間回転に対する不変性などの条件に群の概念が用いられる。行列式としては U-1HU = H を満たすという条件が加わる。
- 三重対角行列のように対角要素と隣接する非対角要素以外はすべてゼロとするランダム行列

### 行列の自由度
ある行列における独立な確率変数の総数。行列に対称性など行列要素の分布に制約がなければ βN2 だが、ガウス型アンサンブルのように対称性があると (対角成分とその他を足して) N + N(N-1)β/2 となる。

### 行列の固有値/特異値
行列の性質により固有値の特徴が変わる。
- 半正定値の行列 (ウィシャート行列) → 固有値は非負の実数 λ ≧ 0
- 対称行列、エルミート行列 (ウィグナー行列) → 固有値は実数 λ ∈ R
- すべての行列要素が独立な行列 (ベルヌーイ行列) → 固有値は複素数 λ ∈ C

固有値の極限分布などの理論を組む上で固有値が複素数だと実数のように固有値λkを順番に並べられず都合が悪いため代わりに特異値を用いることがある。特異値は常に非負の実数である。また、m×n (m≠n) の非正方行列を扱う場合は固有値が存在しないので代わりに特異値が用いられる。

### 行列要素の同時確率密度関数
英語: joint element probability density function
行列のすべての要素に関する同時分布のこと。N×N行列の場合、数式では次のように表せる。
{\displaystyle P(H)=P(h_{11},\cdots ,h_{jk},\cdots ,h_{MN})}
各要素が独立な確率変数に従う場合は、数式では次のように表せる。
{\displaystyle P(H)=\prod _{1\leq j,k\leq N}P(h_{jk})}
なお、独立でない場合は相関を考慮する必要が出てくる。
行列要素が独立な確率変数に従いまた行列が対称性を有する場合は対称な要素の片方は式に含まないことになる。
{\displaystyle P(H)=\prod _{1\leq j\leq N}P(h_{jj})\prod _{1\leq j<k\leq N}P(h_{jk})}

### 固有値の同時確率密度関数
英語: joint eigenvalue probability density function
行列のすべての固有値λに関する同時分布のこと。単に固有値分布とも言う。固有値がN個存在する場合、数式では次のように表せる。
{\displaystyle P(\lambda _{1},\cdots ,\lambda _{j},\cdots ,\lambda _{N})}
これは簡単には計算できず、行列要素の同時確率密度関数P(H)からヤコビ行列 (英: Jacobian) を利用して変換を行ない求められる。

## 普遍性
英語: Universalities and conjectures
(原子核のエネルギー準位に対応する)「固有値」の分布や (エネルギー準位間隔に対応する)「固有値間隔」の分布などの統計的性質は、行列要素の個々の値やそれらが従っている確率法則あるいは確率分布に依存せず、アンサンブルの対称性などで構成される普遍性クラスによって統計的性質などが決定されることを普遍性という。なおまだ検証されていないものについては予想 (英: Conjecture) と言われる。行列のサイズが無限大に近づくなど極限における統計的性質がよく研究されている。

## 固有値分布
英語: eigenvalue distribution
行列サイズを非常に大きくしていった場合の固有値の同時確率密度関数の極限分布や最大固有値λmax・最小固有値λminの極限分布などが主に研究されている。最大最小固有値の分布はランダム行列の固有値の極値分布といえる。
以下にこの分野で多用される用語を示す。
- bulk - 固有値全体の統計的性質について言及する際に用いられる。例: bulk statistics, bulk distribution, bulk behavior, in the bulk of spectrum
- edge - 最大または最小固有値に関して言及する際に用いられる。例: edge statistics, edge behavior
- soft edge
- hard edge

### Marchenko–Pastur 則
英語: Marchenko–Pastur Law, Marchenko–Pastur distribution、Marchenko–Pastur 分布とも言う。
ウィシャート行列の固有値分布スペクトルは Marchenko–Pastur 分布に近づいていくとするもの。
この則は次のウィグナーの半円則を包含している。

### ウィグナーの半円則

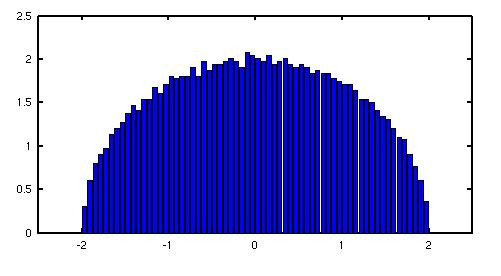
ウィグナーの半円則。ガウス分布での例 (N=3000) σ^{2}=1, ∫ρdλ=2π となるように規格化。半径2の半円に近い分布となっているのがわかる。

英語: Wigner's Semicircle Law
ウィグナー行列 Hnの固有値分布ρ(λ)は、行列サイズ n を非常に大きく (n→∞) していった場合にウィグナー半円分布へと近づいていくとするもの。
{\displaystyle \rho _{sc}(\lambda )={\frac {1}{2\pi \sigma ^{2}}}{\sqrt {4\sigma ^{2}-\lambda ^{2}}}\quad }
ここで、λは固有値。σ2 はウィグナー行列の非対角要素の分散 {\displaystyle \sigma ^{2}=E(|h_{j,k}|^{2})} (j≠k)。多くの場合では σ2=1 となるように規格化されている。また、行列要素 (確率変数) あるいは固有値を{\displaystyle {\frac {1}{\sqrt {n}}}} で規格化することで行列サイズに依存しない分布則となっている。

### 円則

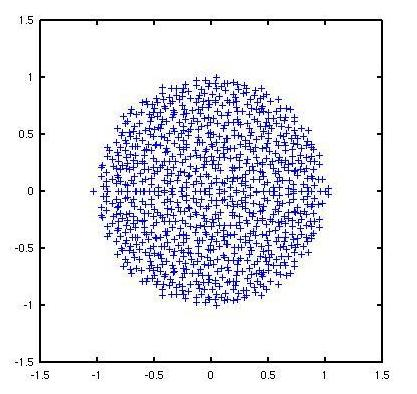
Circular Law
固有値の分布は複素平面上の単位円内で等密度になる。

英語: Circular law
n×n 実正方行列 (または複素正方行列) において各行列要素を独立同一分布で平均ゼロ E(Xj,k)=0、分散 {\displaystyle E(|X_{j,k}|^{2})=1/n} のように規格化すると、行列のサイズを非常に大きくしていく (n → ∞) に従い固有値は複素平面上の単位円盤 (英: unit disc) 上で一様に分布するようになるというもの。この円則が当てはまるのはベルヌーイ・アンサンブルやジニブル・アンサンブルなどで、行列要素間に対称条件がありすべての固有値が実数となるウィシャート行列やウィグナー行列などでは複素平面の実軸上にのみ固有値が分布しこの円則は当てはまらない。(代わりにそれぞれMarchenko-Pasture則あるいは半円則がこの則に相当する。)

### Tracy–Widom 分布
英語: Tracy–Widom distribution, Tracy-Widom law
ランダム・エルミート行列の最大固有値分布はTracy–Widom 分布に従う。

## 特異値分布
英語: singular value distribution

### Marchenko–Pastur の四分円則
英語: Marchenko–Pastur quarter-circle Law
独立同一分布のランダム行列では、正規化した特異値の分布は行列サイズを非常に大きくしていくとその分布スペクトルが四分円へと近づいていくとするもの。

## 固有値の間隔分布
英語: density distribution of spacing, gap distribution
異なる固有値の間隔に関する分布。
なかでも固有値を大きさ順に並べたときに連続する2つの固有値λの間隔 S = |λi+1 - λi| である最近接間隔分布 (英: nearest neighbor spacing distribution) についての研究が有名。以下、固有値の分布にはどのようなものがあるのか、そしてランダム行列がどのように関係するのかについて記述する。

### ポアソン分布
隣接する固有値が区間[λ+S,λ+S+dS]に見つかる確率P(S)dSが固有値の値λや間隔 S とは相関がなく独立している (つまり定数) と仮定すると、固有値の最近接間隔分布はポアソン過程において連続して起こる事象の生起間隔の分布と同じ指数分布になる。
{\displaystyle P(s)\sim e^{-s}}

### ウィグナー予想
英語: Wigner surmise、ウィグナー分布、ウィグナー近似と呼ぶこともある。
ウィグナーは1956年、2×2の実対称行列において隣接する固有値が間隔 S で存在する確率は (前項ポアソン分布にあるように) 間隔 S と独立ではなく間隔 S に比例すると推測しその場合の分布を提示した。
{\displaystyle P(S)dS={\frac {1}{2}}\pi \rho ^{2}e^{-{\frac {1}{4}}\pi \rho ^{2}S^{2}}\,S\,dS\;}
このウィグナー予想はその後の実験結果や理論的なガウス型アンサンブルの間隔分布をNが大きい場合でも比較的よく近似していることが確認されている。
ガウス型アンサンブル (N=2) に対応するウィグナー予想は次のように一般式で書ける。(ただし、βはダイソン指数。)
{\displaystyle P_{\beta }(s)=a_{\beta }s^{\beta }\exp {(-b_{\beta }s^{2})}}
ただし、{\displaystyle b_{\beta }=\left[{\frac {\Gamma ({\frac {\beta +2}{2}})}{\Gamma ({\frac {\beta +1}{2}})}}\right]^{2}\quad ,\quad a_{\beta }={\frac {2{b_{\beta }}^{(\beta +1)/2}}{\Gamma ({\frac {\beta +1}{2}})}}={\frac {2\left[\Gamma ({\frac {\beta +2}{2}})\right]^{\beta +1}}{\left[\Gamma ({\frac {\beta +1}{2}})\right]^{\beta +2}}}}